# Преторианские ворота
Преториа́нские воро́та (итал. Porta Pretoria, фр. Porte(s) prétorienne(s), лат. Porta Prætoria) — восточные въездные городские ворота древнеримского города Августа Претория Салассорум (ныне — Аоста).

## История
Ворота были построены в 25 году до н. э. на дороге, ведущей примерно с запада на восток, и до сих пор находится в хорошем состоянии. Состоят из двух серий арок — большой центральной и двух меньших боковых, — которые окружают плац.
Центральная арка шириной около 7 метров предназначалась для проезда телег, а две боковые шириной 2,65 метра — для пешеходов. Серия арок с восточной стороны ворот когда-то была закрыта подъёмными воротами. По бокам ворот расположены две оборонительные башни прямоугольной формы. Со временем они были реконструированы; северная более явно, в то время как южная всё ещё сохраняет в неприкосновенности некоторые римские архитектурные черты. В Средние века на вершине центральной восточной арки, была построена часовня, упоминаемая с XII века, под которой находилась печь для выпечки хлеба. Темные следы на камне до сих пор свидетельствуют о наличии этой печи.
Преторианские ворота состоят из каменных блоков, скрепленных измельчённым сланцем, добытым со дна реки Дора-Бальтеа, которое в римские времена было богато сланцем.
В 2012—2013 годах были проведены археологические раскопки с целью раскрытия выявленного первоначального тротуарного покрытия периода строительства, расположенного примерно на 2,5 метра ниже нынешнего уровня дороги. Покрытие было заменено мостками, чтобы можно было видеть тротуары римского времени.

## Фотогалерея

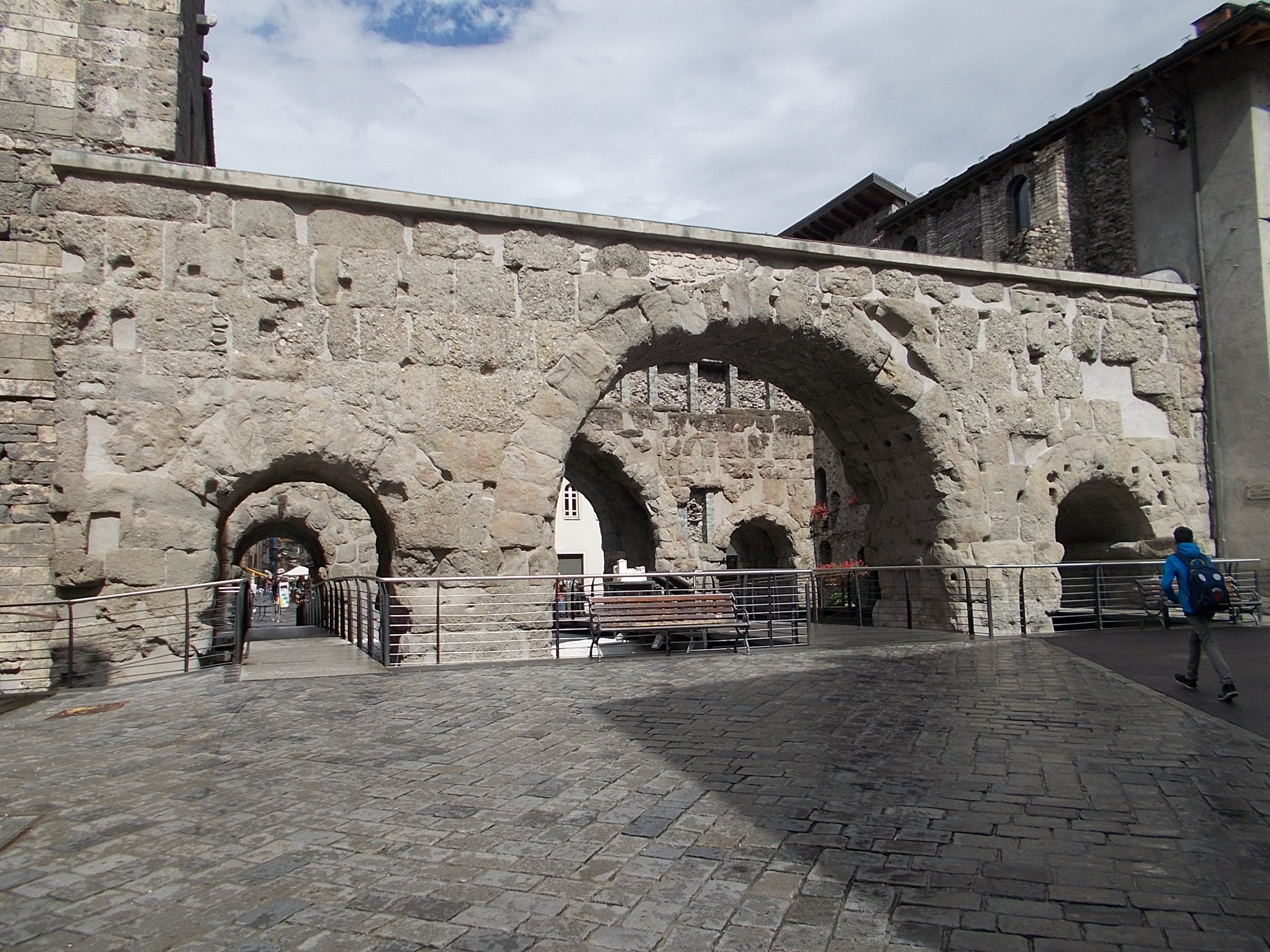
Вид на арку ворот с западной стороны (2017 год)
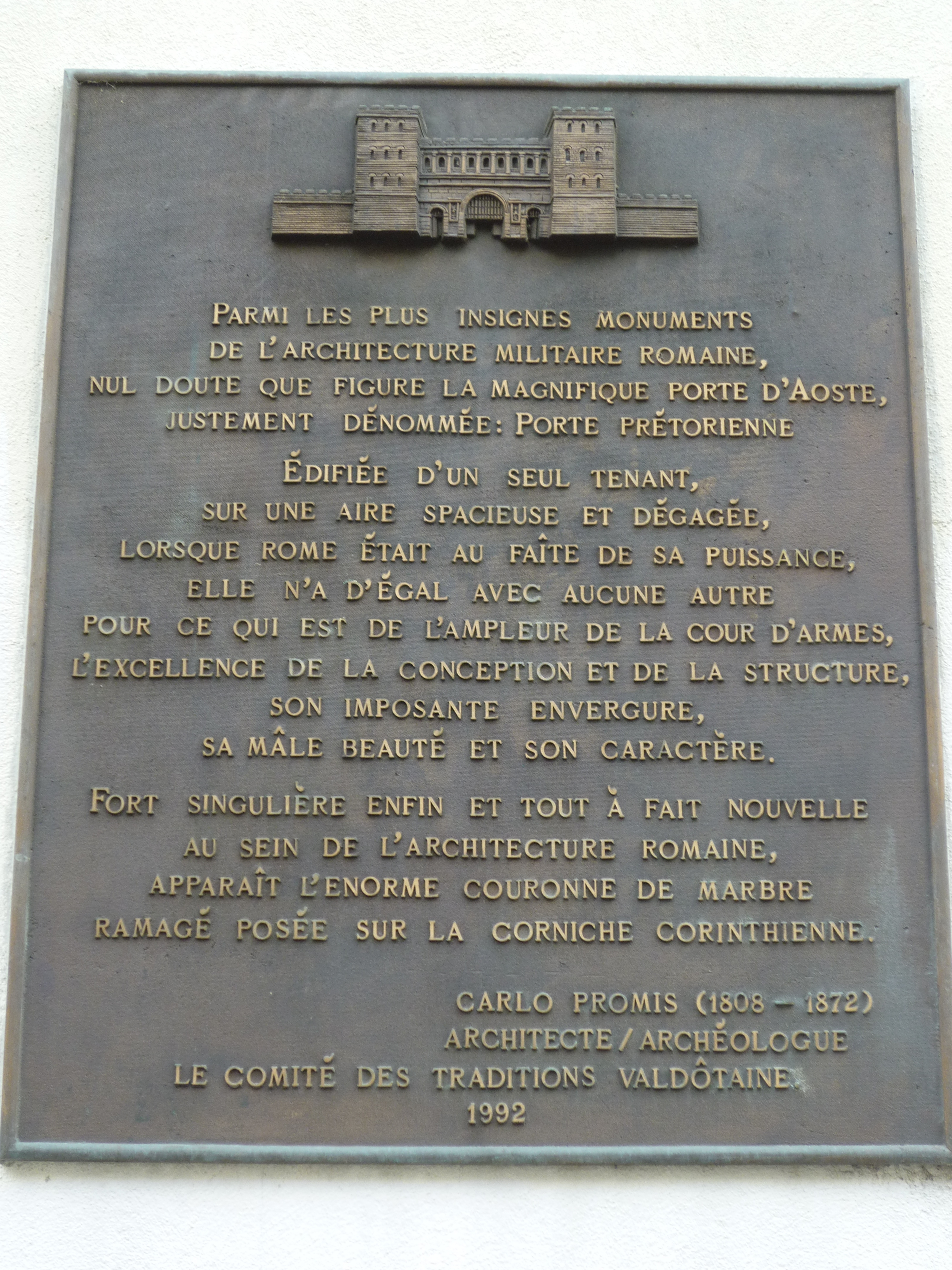
Мемориальная доска на французском языке с высказыванием Карло Промиса
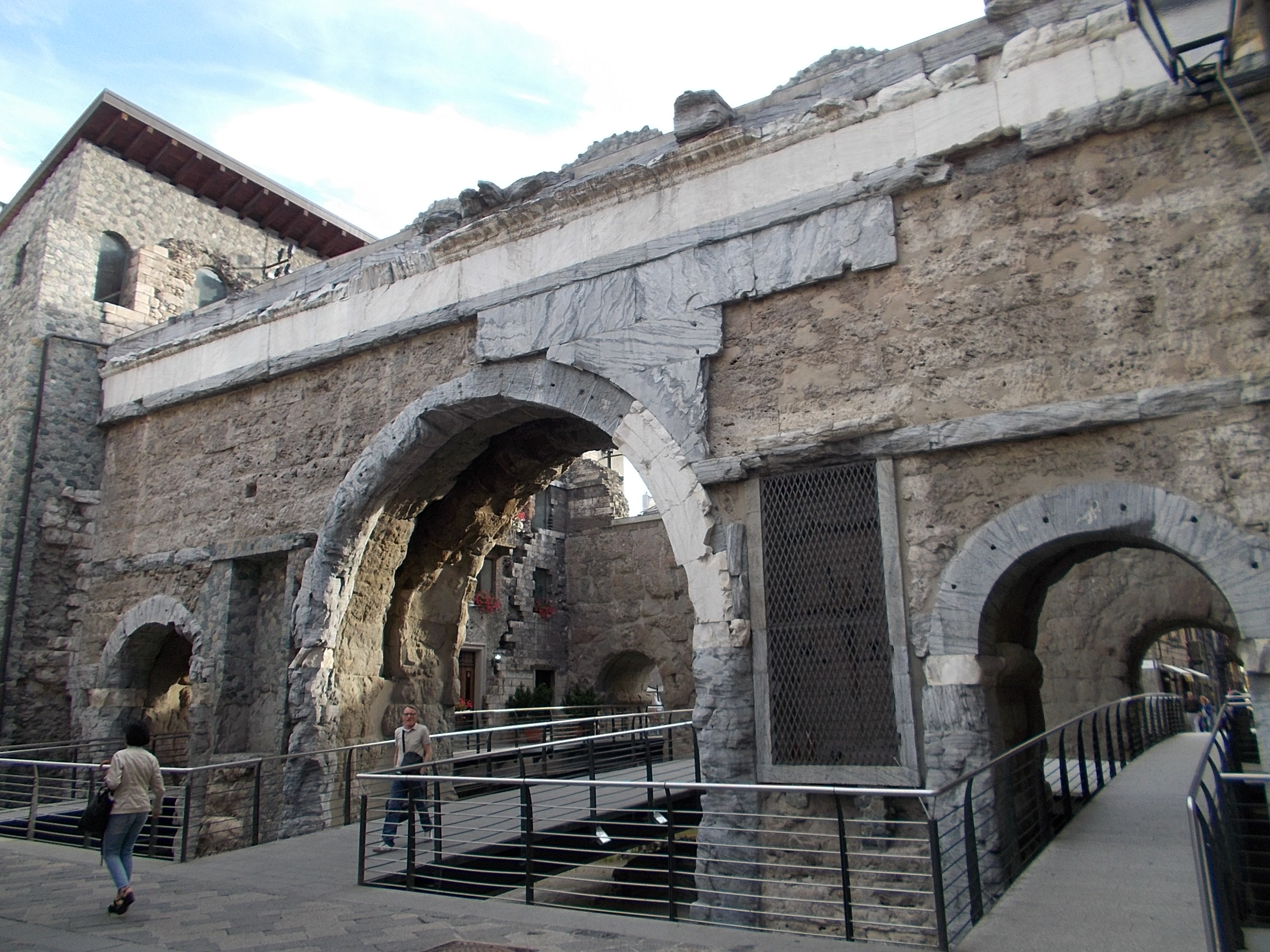
Ворота после установки мостков (2017 год)
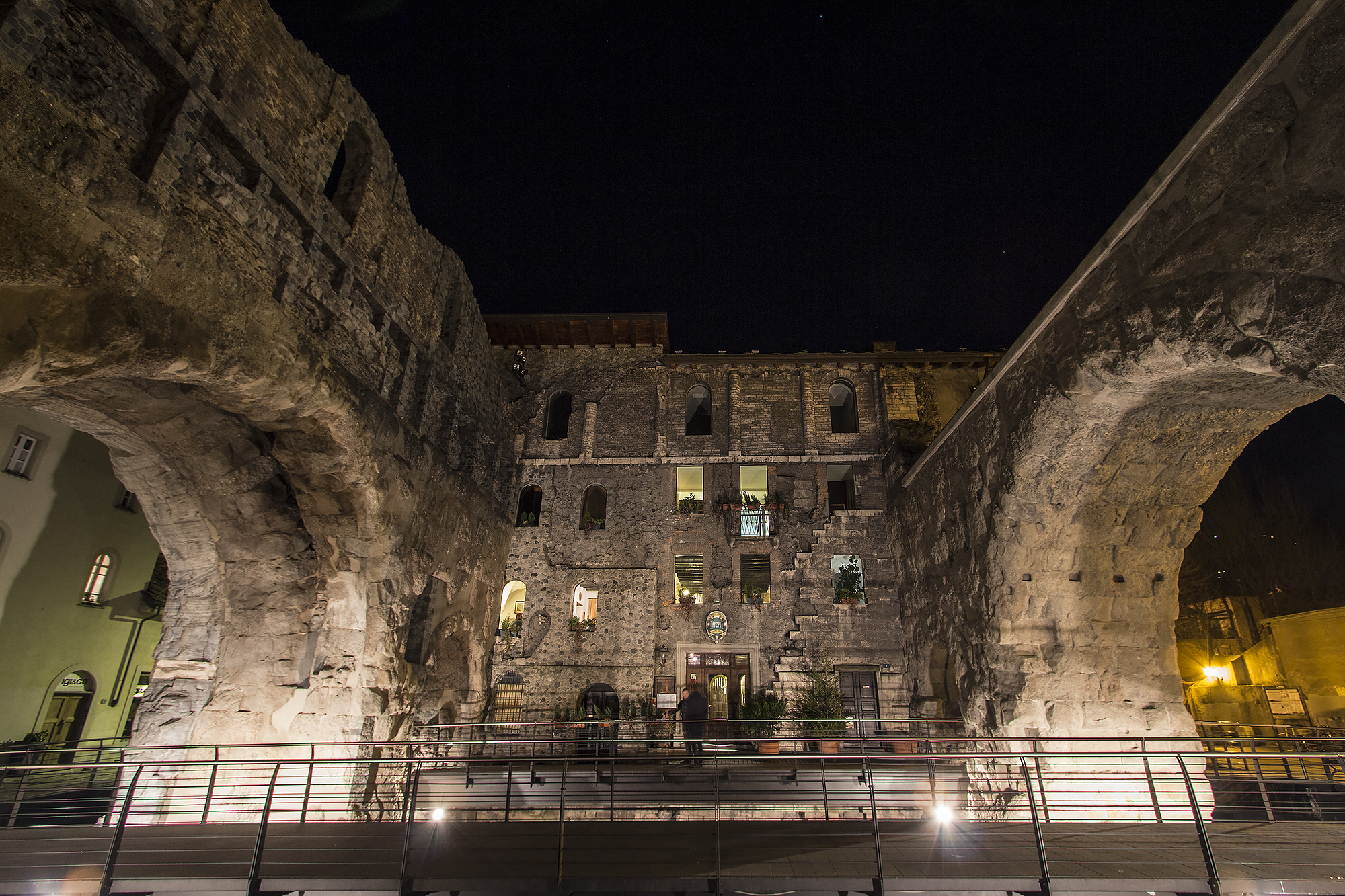
На плацу между арками, вечером (2015 год)
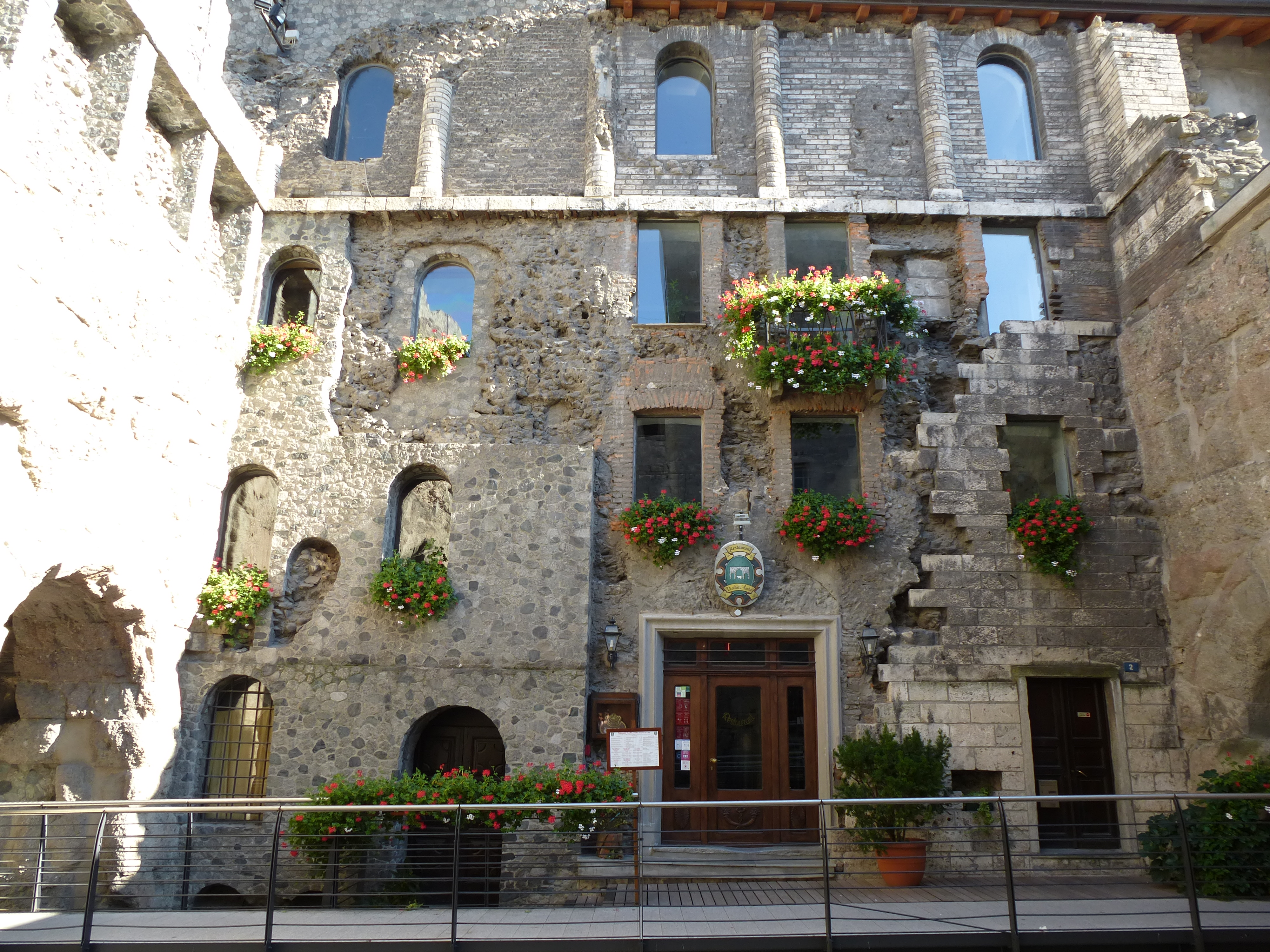
На плацу между арками (2014 год)